# Adjudication
Dispute Adjudication ist ein außergerichtliches Streitbeilegungsinstrument für Baukonflikte aus dem angelsächsischen Rechtskreis. Der Adjudicator trifft innerhalb kürzester Frist für alle aufkommenden Konflikte eine Entscheidung, die aber innerhalb eines Gerichtsverfahrens überprüfbar ist. Sie wird daher als vorläufig bindend bezeichnet. Handelt es sich um mehrere Adjudicatoren spricht man vom Dispute Adjudication Board.
Der englische Gesetzgeber hat in den am 1. Mai 1998 in Kraft getretenen „Housing Grants, Construction and Regeneration Act 1996“ (HGCRA) eine gesetzliche Verpflichtung zur Aufnahme eines Adjudication-Verfahrens in Bauverträge aufgenommen. Gerichtsverfahren in Bausachen sind in England seitdem um ca. 98 % zurückgegangen.
Bei der Vertragsgestaltung im internationalen Bau- und Anlagenbaugeschäft werden häufig die weit verbreiteten Musterverträge der Fédération Internationale des Ingénieurs-Conseils (FIDIC) verwendet. Erklärtes Ziel des im „Red Book“ (Conditions of Contract for Construction) verankerten Adjudication-Verfahrens ist es, für die während der Bauphase häufig auftretenden Konflikte zwischen Auftragnehmer und Auftraggeber ein schnelles und effizientes Instrument zur Konfliktentscheidung zur Verfügung zu stellen, das insbesondere einen längeren Baustillstand und damit verbundene substantielle Schadensrisiken für den Auftraggeber verhindern soll.
Auch in Deutschland wird nach weiteren außergerichtlichen Möglichkeiten der Streitbeilegung für das Baurecht gesucht. So gab es den Versuch, Mediations- und Streitschlichtungsverfahren um Konflikt-angemessene Verfahren nach englischem Vorbild anzureichern. Zu einem gesetzlichen Adjudication-Verfahren, das unter dem Begriff Adjudikation diskutiert wurde, wird es in Deutschland nach Aufgabe entsprechender Pläne Ende 2011 nicht kommen.